# Haz conmigo lo que quieras
Haz conmigo lo que quieras ('Doe met mij wat je wil') is een Spaanse komische dramafilm uit 2003 geregisseerd door Ramón de España.

## Verhaal
Néstor is weduwnaar en banketbakker. Hij heeft een dikke bankrekening, een slecht hart en zwemt elke dag in zee. Néstor is gefascineerd door Maribel, de dochter van zijn hulp. Zij komt werken in zijn bakkerij en hij wil met haar trouwen. Maar ze is verliefd op Manolo, een voormalig legioensoldaat die verkleed als konijn werkt bij een incassobureau. Maribel wil ook naar Barcelona om te werken in het sadomasochistische bordeel van haar zus. 
Maribel besluit toch met Nestor te trouwen in de hoop dat hij spoedig zal sterven en haar een vette erfenis zal nalaten. Net als Manolo van plan is Néstor te vermoorden om het vrijvallen van de erfenis te bespoedigen, sterft Néstor aan een hartaanval. Toch zullen Maribel en Manolo ook niet bij elkaar blijven, want terwijl Manolo een burgerlijk leven wil, zoekt Maribel het avontuur van het sadomasochisme. Uiteindelijk vindt Manolo het gewenste leven met de dochter van Néstor.

## Rolverdeling
- Íngrid Rubio als Maribel
- Alberto San Juan als Manolo
- Emilio Gutiérrez Caba als Néstor
- Manuel Manquiña als Beni
- Chusa Barbero als Ángela
- Ágata Lys als Pastora
- Javivi als Anselmo
- Bea Segura als Nuria
- Josep Julien als Oriol
- Carme Elías als Eutimia
- Carles Flavià als Borja

## Nominatie
De film werd in 2005 genomineerd voor de Goya-filmprijs voor beste debuterend regisseur.